# Un colt dans le poing du diable
Pour plus de détails, voir Fiche technique et Distribution.
Un colt dans le poing du diable (Una colt in pugno al diavolo) est un western spaghetti italien réalisé par Sergio Bergonzelli, sorti en 1967.

## Synopsis
Pat Scotty, un ancien officier des garde-frontière, est chargé d'infiltrer une bande de criminels mexicains, se faisant passer pour un chercheur d'or. Il devient proche de leur chef, El Condor, et avec l'aide d'une femme, fait en sorte que les soldats assiègent les bandits. El Condor parvient cependant à s'enfuir, mais Scotty le rattrape, afin de le livrer à la justice.

## Fiche technique
- Titre original italien : Una colt in pugno al diavolo
- Titre français : Un colt dans le poing du diable[1]
- Réalisateur : Sergio Bergonzelli
- Scénariste : Sergio Bergonzelli
- Photographie : Aldo Greci
- Montage : Renato Scandolo
- Musique : Gian Piero Reverberi
- Décors : Cesare Monello
- Costumes : Giovanna Natili
- Maquillage : Angelo Roncaioli
- Production : Sergio Bergonzelli, pour Filmepoca
- Distribution en Italie : Indipendenti regionali
- Pays de production :  Italie
- Format d'image : 1.85:1
- Genre : Western spaghetti
- Durée : 93 minutes
- Dates de sortie :
  - Italie : 24 novembre 1967
  - France : 12 avril 1973[1]

## Distribution
- Bob Henry : Pat Scotty
- Marisa Solinas : Maya
- George Wang : El Condor
- Lucretia Love : Jane
- Jerry Ross : Dick Carson
- Luciano Catenacci : El Loco
- Luciano Benetti : capitaine McDonald
- Renato Chiantoni : Peterson, télégraphiste
- Attilio Severini : complice d’El Condor
- Artemio Antonini : sergent
- Giovanni Ivan Scratuglia : caporal
- Brizio Montinaro : un bandit avec El Condor

## Lieu de tournage
Le film a été entièrement tourné près de Canale Monterano, en particulier dans la Réserve naturelle de Monterano (it), et dans les ruines de Monterano (it).

## Liens
- Ressources relatives à l'audiovisuel :   - Cinematografo.it
  - IMDb
  - LUMIERE
  - OFDb
  - The Movie Database